# Фінтеушу-Мік
Фінтеушу-Мік (рум. Finteușu Mic) — село у повіті Марамуреш в Румунії. Входить до складу комуни Сатулунг.
Село розташоване на відстані 403 км на північний захід від Бухареста, 14 км на південний захід від Бая-Маре, 88 км на північ від Клуж-Напоки.

## Населення
За даними перепису населення 2002 року у селі проживали 894 особи.
Національний склад населення села:
| Національність | Кількість осіб | Відсоток |
| -------------- | -------------- | -------- |
| румуни         | 473            | 52,9%    |
| цигани         | 417            | 46,6%    |

Рідною мовою назвали:
| Мова      | Кількість осіб | Відсоток |
| --------- | -------------- | -------- |
| румунська | 475            | 53,1%    |
| циганська | 416            | 46,5%    |